# Гряковский сельский совет (Чутовский район)
Гряковский сельский совет (укр. Гряківська сільська рада) — входит в состав
Чутовского района
Полтавской области
Украины.
Административный центр сельского совета находится в 
с. Гряково.

## Населённые пункты совета
- с. Гряково
- с. Дондасовка
- с. Новое Гряково